# Police Academy: The Series
Police Academy: The Series is een Canadees-Amerikaanse komische televisieserie uit 1997, gebaseerd op de Police Academy filmreeks. De serie liep slechts 1 seizoen van 25 afleveringen, van elk 60 minuten.
De serie is slechts losjes gebaseerd op de films, en bevat een compleet nieuw team. Het enige personage uit de films dat nog wel meedoet in de serie is Larvell Jones, gespeeld door Michael Winslow.

## Inhoud
Alsof de toelatingseisen voor de politieacademie nog niet laag genoeg waren, stelt de burgemeester ze nog verder naar beneden bij. Dit omdat de politie nog steeds een groot tekort heeft aan agenten.
De reacties laten niet lang op zich wachten, en een groot zooitje ongeregeld meldt zich aan. Centraal in deze nieuwe groep rekruten staat cadet Richard Casey, die voor zijn vrienden op de academie niet bepaald het goede voorbeeld is. Andere cadetten zijn Annie, die bang is om nieuwe relaties aan te gaan, de dikke Kackley en de keiharde Alicia. Ook de broertjes Tackleberry komen bij het team. De groep komt al snel in conflict met de leraren en instructeurs op de academie. Casey staat vooral op oorlogsvoet met de strenge sergeant Rusty Ledbetter.
Commandant aan de academie is Stuart Hefilfinger, die gesteund wordt door Larvell Jones.

## Rolverdeling
| Acteur             | Rol                               |
| ------------------ | --------------------------------- |
| Matt Borlenghi     | Richard Casey                     |
| Rod Crawford       | Sgt. Rusty Ledbetter              |
| Toby Proctor       | Dick Tackleberry                  |
| Jeremiah Birkett   | Dean Tackleberry                  |
| Heather Campbell   | Annie Medford                     |
| Christine Gonzales | Alicia Conchita Montoya Cervantes |
| Tony Longo         | Luke Kackley                      |
| P.J. Ochlan        | Lester Shane                      |
| Joe Flaherty       | Cmdt. Stuart Hefilfinger          |
| Michael Winslow    | Sgt. Larvell Jones                |

## Afleveringen
P-1 Police Academy (pilot)
2. 1-1 Two Men and a Baby
3. 1-2 Put Down That Nose
4. 1-3 I Ain't Nothin' But A Hound
5. 1-4 No Sweat, Sweet
6. 1-5 Dead Man Talking
7. 1-6 Mummy Dearest
8. 1-7 A Few Good Elves
9. 1-8 Les Is More
10. 1-9 All At Sea
11. 1-10 If I Were A Rich Cop
12. 1-11 The Truth Ain't What It Used To Be
13. 1-12 Hoop Nightmares
14. 1-13 Luke…Warm
15. 1-14 A Horse Of Course
16. 1-15 Lend Me Your Ears
17. 1-16 Karate Cops
18. 1-17 Bring Me the Turtle of Commandant Hefilfinger
19. 1-18 Dr. Hightower
20. 1-19 Mr. I.Q.
21. 1-20 Got Insurance?
22. 1-21 Team Tack
23. 1-22 Angel On My Back
24. 1-23 Beauty Is Only Academy Deep
25. 1-24 Lend Me Your Neck
26. 1-25 Ski Episode